# Mefenoxalon
A mefenoxalon (INN: mephenoxalone) izomlazító és enyhe nyugtató, szorongásoldó gyógyszer.
Függőséget okoz: a szedés abbahagyása után a beteg állapota rosszabbodik.

## Ellenjavallatok
Porphyria(en), terhesség, szoptatás.
Fokozott odafigyelés szükséges máj-, vese- és légzéskárosodás, depresszió, izomgyengeség, idős vagy legyengült állapot és epilepszia esetén.

## Mellékhatások
Álmosság, emésztőrendszeri panaszok, szédülés, fejfájás, érzékelési zavarok(en), mozgáskoordinációs zavarok, paradox izgatottság, látászavarok, alacsony vérnyomás, túlérzékenységi reakciók, dyscrasia(en) (a vér összetételének kóros megváltozása).
Kölcsönhatásba léphet a központi idegrendszerre ható más szerekkel: alkohol, barbiturátok, altatók, opioid fájdalomcsillapítók.

## Adagolás
Felnőtteknek szájon át naponta háromszor 200–400 mg.

## Fizikai/kémiai tulajdonságok
Vízben oldhatatlan kristály. LD50 szájon át patkányoknál: 3820±17 mg/kg. Hevítve mérgező nitrózusgázok(en) keletkeznek.

## Készítmények
A nemzetközi gyógyszerkereskedelemben:
- Aslex
- Basorlin
- Dextrose
- Dimexol
- Doflex
- Dorsiflex
- Fenox
- Genesafe
- Losilone
- Mefno
- Melux
- Mephenoxalone
- Meshin
- Monphelone
- Muxalon
- Ningist
- Noxalone
- PWP
- Sudorxan
- Suflex
- Surmax
- Synflex
- U-Sulax

Paracetamollal kombinációban:
- Dorsilon
- Lascaine
- Painsafe
- Suplax
- Su-Ton
- Tallsea

Magyarországon nincs forgalomban.